# Theridion zhaoi
Theridion zhaoi är en spindelart som beskrevs av Zhu 1998. Theridion zhaoi ingår i släktet Theridion och familjen klotspindlar. Inga underarter finns listade i Catalogue of Life.